# 真夜中乙女戦争
『真夜中乙女戦争』（まよなかおとめせんそう）は、Fによる日本の小説。2018年4月28日にKADOKAWAから刊行された。平凡な日々を送る「私」が謎の男「黒服」との出会いの末、「真夜中乙女戦争」という犯罪計画に巻き込まれる姿を描く。
2022年1月に映画版が公開。

## 登場人物
私
大学生。
講義やサークルに参加せず、毎晩のように東京タワーを眺めるか、図書館で勉強するだけの日々に退屈している。
先輩
「私」の大学の先輩の女性。
「私」と同じサークルに所属し、唯一馴染める存在。
黒服
「私」が図書館の喫煙所で出会った謎の男。

## 書誌情報
- F『真夜中乙女戦争』、KADOKAWA、2018年4月28日発売、ISBN 978-4-04-896241-4

## 映画
2022年1月21日に公開。脚本・監督は二宮健、主演は永瀬廉（King & Prince）。キャッチコピーは「絶望は、光になる。」。

### キャスト
- 私：永瀬廉（King & Prince）
- 先輩：池田エライザ[2][3][4]
- 田中：篠原悠伸[7]
- 松本：安藤彰則[7]
- カナ：山口まゆ[7]
- 佐藤：佐野晶哉（Aぇ! group / 関西ジャニーズJr.）[7]
- 高橋：成河[7]
- 教授：渡辺真起子[7]
- 黒服：柄本佑[2][3][4]

### スタッフ
- 原作：F『真夜中乙女戦争』（角川文庫刊）
- 脚本・監督・編集・クレイアニメ：二宮健
- 音楽・撮影：堤裕介
- 主題歌：ビリー・アイリッシュ「Happier Than Ever」（ユニバーサル インターナショナル）
- 挿入歌：池田エライザ「Misty」[8]
- 製作：堀内大示、藤島ジュリーK.、小川悦司、中田しげる、田中祐介、五十嵐淳之
- 企画：椿宜和
- 企画プロデュース：二宮直彦
- プロデューサー：高木智香、千綿英久
- 照明：田上直人
- 録音：清水雄一郎
- Re-recording：野村みき
- Sound Editor：大保達哉
- 美術：遠藤真樹子
- 装飾：中村三五
- Fashion Director：Renji
- ヘアメイク：Yuko Mizuno
- VFXスーパーバイザー：立石勝
- 助監督：古川豪
- 制作担当：鈴木健太
- 脚本協力：小林達夫
- 特別協力：TOKYO TOWER[9]
- 配給：KADOKAWA
- 制作：角川大映スタジオ
- 製作：『真夜中乙女戦争』製作委員会（KADOKAWA、ジェイ・ストーム、関西テレビ放送、エヴァーグリーン・エンタテイメント、GYAO、ムービーウォーカー）